# Туризам у Мароку
Туризам у Мароку је добро развијен, са великом туристичком индустријом која углавном промовише плаже, културу и историју земље. Мароко је једна од политички најставилних земаља у северној Африци. Мароканска Влада је 1985. године основала Министарство туризма. Туризам се сматра једним од главних прихода у држави, а земља је била главна туристичка дестинација у Африци 2017. године.
Мароко или званично Краљевина Мароко је земља на северозападу Африке. На западу излази на Атлантски океан, а на северу на Средоземно море. Граничи се са Алжиром на истоку и Мауританијом на југу. Под своју контролу је ставио Западну Сахару, чији највећи део територије држи од 1975. године.

## Историја туризма
У другој половини осамдесетих и почетком деведесетих година 20. века, између милион и милион и по Европљана посетлио је Мароко. Већина туриста били су из Француске и Шпаније, а око 100.000 њих из Велике Британије, Немачке и Холандије.
Највише су посећиване плаже на обалама Атлантика, посебно плаже лучког града Агадира.
Мароко је посетило око 20.000 држављана Саудијске Арабије, а неки од њих су ту купили куће за одмор и земљишта.
Године 1990. када је почео Заливски рат, број туриста је смањен за 16,5%. Након битке у Маракешу, Алжир је затворио границу са Мароком, што је довело до значајног пада броја посетилаца из ове земље.
Године 1994. Мароко је посетило 70.000 туриста, 1995. године 13.000, док је државу 1991. године посетило 1,66 милиона турста, а 1993. године 1,28 милиона људи. У 2007. години страних туриста било је 7,4 милиона, а у 2008. 8 милиона, од којих су 30% њих чинили Мароканци који живе у другим државама.
Већина туриста у држави су из Европа, највише га посећују шпански и француски држављани, који чине скоро 40% свих турста. Највећи број Европљана долази у Мароко у априлу и током јесени, осим Шпанаца који у Мароко долазе углавном у јуну и августу. Године 2016. Мароко је привукао више од 10,3 милиона туриста и био најпосећенија земља Африке.

## Туристичка индустрија
Приходи од туризма Марока у 2007. години износили су 7,55 милијарди америчких долара. Туризам је други највећи вид зараде у државе, након фосфатне индустрије. Мароканска Влада у великој мери инвестира у развој туризма. Нова стратегија туризма под називом Визија 2010 развијена је након крунисања Мухамеда VI од Марока, 1999. године. Влада је циљала да ће до 201 0. године Мароко имати 10 милиона посетилаца, уз наду да ће се туризам потом повећати на 20% БДП-а. Маркетиншке кампање спонзорисале су Мароко као јефтину и егзотичну, а сигурнз дестинацију за европске туристе.
Релативно висак број туриста у Мароку је и због његове локације, природних и историјских атракција и релативно ниских цена. Једна од омиљених дестинација туриста је крстарење бродом до Казабланке и Тангера. Мароко се налази близу Европе, привлачи своје посетиоце и својим плажама. Због близине Шпанији, велики број туриста из ње има једнодневне до тродневне излете у Мароко. Формиран есу вазжушне линије између Марока и Алжира, а многи Алжирци долазе у Мароко да би куповали или посећивали родбину. Мароко је релативно јефтин у односу на Шпанију и има добро развијене путеве и железничку инфраструктуру која повезује велике градове и туристичке дестинациај са лукама и градовима са међународном аеродромима. Нискотарифне авио компаније нуде јефтине летове у земљи.
План Азур је велики пројекат кооји је покренуо Мухамеда VI од Марока, а има за циљ да интернационализује Мароко. Планом је превиђено стварање шест приморских одмаралиште за туристе, пет на атланској обали и један на медитерану. План такође укључује и друге пројекте великих размера као што су надоградња регионалних аеродрома, ради привлачења буџетских авиокомпанија, као и изградња нових возних и путних веза. Земља је након успостављања делова плана остварила раст од 11% више туриста у првих пет месеци 2008. године. Француских посетилаца било је 927.000, Шпанаца 587.000, а Британаца 141.000. Мароко се налази у релативној близини Европе у односу на остале афричке државе, а њена култура и кухиња је под утицајем Европе и Африке, подједнако.

## Статистике туриста
| 1994  | 1995      | 1996      | 1997      | 1998      | 1999      | 2000      | 2001      | 2002      | 2003      | 2004      | 2005      | 2006      | 2007      | 2008      | 2009      |
| ----- | --------- | --------- | --------- | --------- | --------- | --------- | --------- | --------- | --------- | --------- | --------- | --------- | --------- | --------- | --------- |
| 2,602 | 2,693 · % | 3,072 · % | 3,095 · % | 3,735 · % | 3,817 · % | 4,278 · % | 4,380 · % | 4,453 · % | 4,761 · % | 5,477 · % | 5,843 · % | 6,558 · % | 7,408 · % | 7,879 · % | 8,341 · % |

| 2010      | 2011      | 2012      | 2013        | 2014          | 2015          | 2016          | 2017         | 2018 |
| --------- | --------- | --------- | ----------- | ------------- | ------------- | ------------- | ------------ | ---- |
| 9,288 · % | 9,342 · % | 9,375 · % | 10,046 · 7% | 10,282 · 2,4% | 10,177 · 0,2% | 10,332 · 1,5% | 11,350 · 10% | · %  |

## Туристичке атракције

#### Маракеш
Маракеш (арап. مراكش, локални изговор: Маракш је град у подножју планина Атлас у југозападном Мароку. Познат је по надимцима „црвени град“ (ал хамра) и „бисер југа“. Уз Фес, Мекнес и Рабат, убраја се у 4 „краљевска града“ Марока.
Град има 1.036.500 становника (2006), и по томе је четврти град земље. Главни је град региона Маракеш-Тенсифт-Ел Хауз. Маракеш је реч из језика Бербера и значи „Божја земља“. Име државе Мароко потиче од овог топонима (шпанско име Маракеша: Marruecos). Град је основао Јусуф Ибн Тахфин, први краљ династије Алморавида, 1062.
Привреда Маракеша заснива се на туризму, трговини и занатству. Маракеш посети више од 2 милиона туриста годишње. Стари део града Маракеш (медина) је од 1985. на УНЕСКО листи Светске баштине. Главне атракције у Маракешу су историјски трг Ђема ел Фна, џамија Кутубија из 1162. и више вртова (Агдал, Менара, ботанички врт Мажорел).

#### Казабланка
Казабланка, локални изговор Дар Бејда, је град у западном Мароку, који се налази на обали Атлантског океана. Има 2,93 милиона становника, а 3,6 милиона у ширем градском подручју (2004). Највећи је град у Мароку, као и главна лука. Сматра се економском престоницом Марока. Главни град Марока је Рабат који се налази око 80 km северније.
Казабланку су основали Португалци 1575. године као Casa Branca, након уништења старог берберског села Анфа. Португалци су напустили град 1755. године након жестоких напада муслиманских племена. Казабланка је била стратешки важна лука за време Другог светског рата.

#### Тангер
Тангер, Танџир, Танжер је град на крајњем северу Марока, уз западни улаз у Гибралтарски мореуз. Град има око 900.000 становника (2014). Главни је град региона Тангер-Тетуан.
По легенди град је основао Антиној, син Посејдона и Гаје. Херкул је касније на овом месту раздвојио земљу и спојио Медитеран и Атлантски океан, створивши Гибралтарски мореуз.
Тангер су у 5. веку п. н. е. основали Картагињани. Касније се овде налазила римска и византијска тврђава Тингис (Tingis). Године 702. заузели су је Арапи. Португалци су држали Тангер од 1471. до 1661. када су га дали Енглезима као мираз Катарине од Брагансе која се удала за Чарлса II. Недуго потом, 1684, Тангер су заузели марокански владари из династије Алавида.
Географски кључан положај Тангера утицао је да је он у 19. веку био важна мета европске дипломатије, трговине и борбе за утицај. Мароко је изгубио независност 1912, када су га де факто поделиле Француска и Шпанија. Шпанија је заузела север Марока, али је статус града Тангер остао неодређен . Године 1923. велике силе су одлучиле да Тангер прогласе Међународном зоном Тангер. Њоме су управљали Французи, Шпанци, Британци, а од 1928. и Италијани. Лука Тангер је била бесцаринска зона и постала је центар кријумчарења.
После Другог светског рата, Тангер је стављен под шпанску контролу, све до 29. октобра 1956. кад се придружио независном Мароку. Тада је око 40.000 Јевреја, који су до тада чинили важан део становништва, емигрирало из Тангера у Израел.

#### Уарсасат
Уарсасат познат по имену Врата од пустиње је главни град Уарсасат провинције у јужноцентралном делу Марока. Налази се на надморској висини од 1,160 метара, јужно од планина Атлас. Познат је и као локација за снимање многих холивудских филмова.
Дуго време је Уарсасат био мали прелаз за афричке трговце ка северном Мароку и Европи. Током француске владавине Мароко град је значајно проширен и имао је административни и царински положај.

#### Агадир
Агадир је лучки град на југу Марока. Налази се на Атлантском океану, у подножју планина Атлас, северно од ушћа реке Сус у океан.
Град има 421.844 становника (попис 2014). Агадир је главни град региона Сус-Маса-Драа.
Реч Агадир на берберском језику значи „утврђено складише жита“. Основали су га португалски поморци 1505. Овде је 1911. кулминирала војно-политичка затегнутост између Француске и Немачке позната као Агадирска криза. Земљотрес од 29. фебруара 1960. је усмртио 15.000 људи. Назив Агадир први пут је потврђен 1510. године.
Просечна температура током године у граду је 20,5 °C.

#### Фес
Фес је град у северном Мароку са 946.815 становника (попис 2004). По величини Фес је трећи град земље. Главни је град региона Фес-Булмане.
Име града потиче од арапске речи за пијук, који се по легенди везује за оснивање града.
Град „Медина Фес“ основао је оснивач династије Идризида, Идриз I 789. године, и то на месту где се данас налази четврт Андалузија. Универзитет у Фесу, Ал Карауин, основан 859, је најстарији још увек активни универзитет на свету.
Фесом су у прошлости владале династије: Идризиди, Мериниди и Алавиди. Овај град важи за један од четири Краљевска града Марока. У неколико наврата Фес је био престоница Марока, задњи пут 1912. Стари град, узорни пример оријенталног урбанизма, је од 1981. на УНЕСКО листи Светске баштине. Заштитни знак Феса је интензивно плава керамика која се овде производи.

### Светска баштина
У Мароку се налази девет места која су проглашена за светску баштину.
| Име                            | Фотографија | Локација      | Светска баштина                          | Подручје хектар | Година | Опис |
| ------------------------------ | --- | ------------- | ---------------------------------------- | --------------- | ------ | --- |
| Медина Феса                    | alt = A picture of a sun-lit back alley with trash scattered across the area. Various buildings of varying architecture are clearly visible. | Фес           | Културно наслеђе: (ii), (v)              | 280 (690)       | 1981   | Медина Феса је најстарији део града Феса. Град Фес је првобитно је основан као Идрисидска престонице 789. године и била је све до 808. године. У њему је успостављено најстарије светоучилиште на свету, које још увек делује. Подручје красе традиционалне уске улице и највеће је урбано подручје на свету без аутомобила. Заштићено је као Светска баштина под окриљем Унеска, од 1981. године. Град је основан 789. године од стране Идриса I, оснивача династије Идрисида. Град је имао неколико четврти, а у њему су живели углавном заналтије и мајстори који су ту дошли као избеглице. |
| Медина Маракеша                | alt = A ground view of an artificially lit tower, reaching several storeys high, at the beginning of a sunset.                               | Маракеш       | Културно наслеђе: (i), (ii), (iv), (v)   | 1.107 (2.740)   | 1985   | Град је основан 1070-их година и дуго је остао политички, економски и културни центар. Споменици из тог периода укључују Коутоубиа џамију, и зидове града. У њему се такође налази велики број палата, која су изграђене касније. Медина Маракеша најстарији је део града. Маракеш се Уз Фес, Мекнес и Рабат, убраја се у 4 „краљевска града“ Марока. |
| Аит Бен Хадоу                  | alt = A distant view of a monotonous city on a very slanted hill.                                                                            | Аит Бен Хадоу | Културно наслеђе: (iv), (v)              | 3 (7,4)         | 1987   | Аит Бен Хаоду је утврђено село између некадашње границе Сахаре и Макареша у данашњем Мароку. Већина грађана живе луксузно у селу на другој страни реке, због великог броја туриста који посећују ово место. У древном селу живи свега још чеитир породице. Унутар зидова насеља налазе се трфовачке куће, станове, ово подручје представља марокански пример архитектуре од глине. Аит Бен Хаоу је део Светске баштине Унеска од 1987. године. На простору овог подручја сниман је велики број филмова. |
| Историјски део Мекнеса         | alt = A picture of a large gate several metres high covered with various abstract designs.                                                   | Мекнес        | Културно наслеђе: (iv)                   | —               | 1996   | Бивша престоница основана је у 11. веку и претворена у град са утицајима Шпаније и Мурија током 17. и 18. века. |
| Археолошко налазиште Волубилис | alt = A picture of a rectangular building whose back side has been demolished. A green mountain range fills the background.                  | Мекнес        | Културно наслеђе: ii), (iii), (iv), (vi) | 42 (100)        | 1997   | Волубилис је археолошки локалитет римског града 29 км северно од града Мекнес, између Феса и Рабата у северном Мароку. Његове рушевине се сматрају најбољим римским споменицима у северозападној Африци, због чега су 1982. године уписане на УНЕСКО-ова листа места светске баштине у Африци . На овом локалитету пронађени су трагови људског обитовања још из доба неолита, а пронађене вазе подсећају на оне ископане у Анаиз-Вилену ( Шпанија ) 2000. године које припадају бакарном добу. Римљани су 40. године подигли свој град на остацима феничког места које је овде постојало најкасније у 3. веку п. н. е. Волубилис је постао важан град на западној граници Римског царства и средиште производње маслиновог уља и узгоја пшенице, што је довело до богаћења града који је постао средиште римске провинције Тингитанска Мауританија. |
| Медина Тетуана                 | alt = A picture of a very large and cramped city, set on a very slanted hill.                                                                | Тетуан        | Културно наслеђе: (ii), (iv), (v)        | 7 (17)          | 1997   | Медина Тетуана била је главна тачка контакта између Марока и Андалузије током 8. века. Град су обновили Андалузијске избеглице. |
| Медина Есаурире                | alt = A seaside view of a large city enclosed by an orange barricade.                                                                        | Есауира       | Културно наслеђе: (ii), (iv)             | 30 (74)         | 2001   | Медина Есауре била је лука изграђена крајем 18. века од стране северноафричких и европских архитеката. Била је главно трговинско седиште између Сахаре и Европе. |
| Магазан                        | alt = A panoramic view of a large city, largely coloured beige.                                                                              | Мазаган       | Културно наслеђе: (ii), (iv)             | 8 (20)          | 2004   | Мазаган је град на атлантској обали западног Марока , у покрајини Ел Јадида. Град има изузетно не-маурски изглед са португалским зидовима прецизно сеченог камена . Наиме, Мазаган је изграђен као португалски град од до 1769. године, након чега је напуштен и његови становници су основали град Нови Мазагао у Бразилу. Овај утврђени град је "изузетан пример достигнућа ренаисансног идеалног града у португалском начину изградње под утицајем европских и мароканских култура", који је уписан на УНЕСКО-вој листи светске баштине у Африци 1996. године. |
| Рабат                          | alt = A large, architecturally detailed entrance to a big palace. Several guards are posted out front.                                       | Рабат         | Културно наслеђе: (ii), (iv)             | 349 (860)       | 2012   | Рабат (утврђена палата) је главни и трећи највећи град Марока. Заједно уз Фес, Мекнес и Макареч ћини један од четири краљевсак града Марока. Град је био стациониран недалеко од римског насеља које су 250. године Римљани препустили локланим властима. У граду постоји џамија, тврђава Амохади изграђена у 12. веку, а град је подигао султан Јаб ал Мансур у 12. веку. Град је 1911. године окупиран од стране Француза, а данас је једна од Светских баштина Марока. |